# Llei de Wheeler
La Llei de Wheeler és un principi fonològic aplicable al català, formulat pel lingüista anglés Max Wheeler. Aquest principi explica la introducció d'un so vocàlic no etimològic (la vocal epentètica [e]) en determinades seqüències consonàntiques que es presenten a final de mot, per tal que la seqüència esdevinga articulable. L'aplicació del principi es fonamenta en la jerarquia de sonicitat dels segments que constituexen el repertori de la llengua, que els classifica segons el grau de sonicitat i permet identificar les seqüències que requereixen l'epèntesi.

## Jerarquia de sonicitat
La jerarquia de sonicitat estableix l'ordre següent, de menor a major sonoritat:
- Oclusiva
- Fricativa
- Nasal
- Semivocal
- Líquida
- Vocal

Es produeix la introducció d'una vocal de suport quan els segments de la seqüència final compleixen alguna d’aquestes condicions:
1. El patró de sonicitat és estable, és a dir, la seqüència està conformada per segments amb la mateixa sonicitat (per tant, segments del mateix tipus). Exemples: capte (oclusiva [p] + oclusiva [t]) i parle (líquida [ɾ] + líquida [l]).
2. El patró de sonicitat és ascendent, és a dir, la seqüència està conformada per segments de diferent sonicitat, però el segon segment és superior en la jerarquia al primer. Exemples: compre (oclusiva [p] + líquida [ɾ]), semble (oclusiva [b] + líquida [l]), lliure (semivocal [w] + líquida [ɾ]) i entusiasme (fricativa [s] + nasal [m]).

Ben al contrari, quan els segments que conformen la seqüència consonàntica final segueixen un patró de sonicitat descendent, no es produeix la introducció de la vocal epentètica. Exemples: pont (nasal [n] + oclusiva [t]) i port (líquida [ɾ] + oclusiva [t]).

## Excepció a la Llei de Wheeler
Dins l'abast dialectal de la llengua catalana, els parlars baleàrics contradiuen el principi de Wheeler: com a solució paradigmàtica per a regularitzar les persones 1 del present d'indicatiu, als segles XV-XVI es produeix l'aniquilació de totes les vocals de suport en aquesta flexió verbal, encara que la conseqüència siga la formació de seqüències consonàntiques finals (aparentment) inarticulables. Així doncs, el dialecte baleàric compta amb verbs en primera persona com obr, parl o lladr.